# La Celle-sous-Montmirail
La Celle-sous-Montmirail är en kommun i departementet Aisne i regionen Hauts-de-France i norra Frankrike. Kommunen ligger  i kantonen Condé-en-Brie som ligger i arrondissementet Château-Thierry. År 2018 hade La Celle-sous-Montmirail 119 invånare.

## Befolkningsutveckling
Antalet invånare i kommunen La Celle-sous-Montmirail
Referens: INSEE